# Villa di Mondeggi

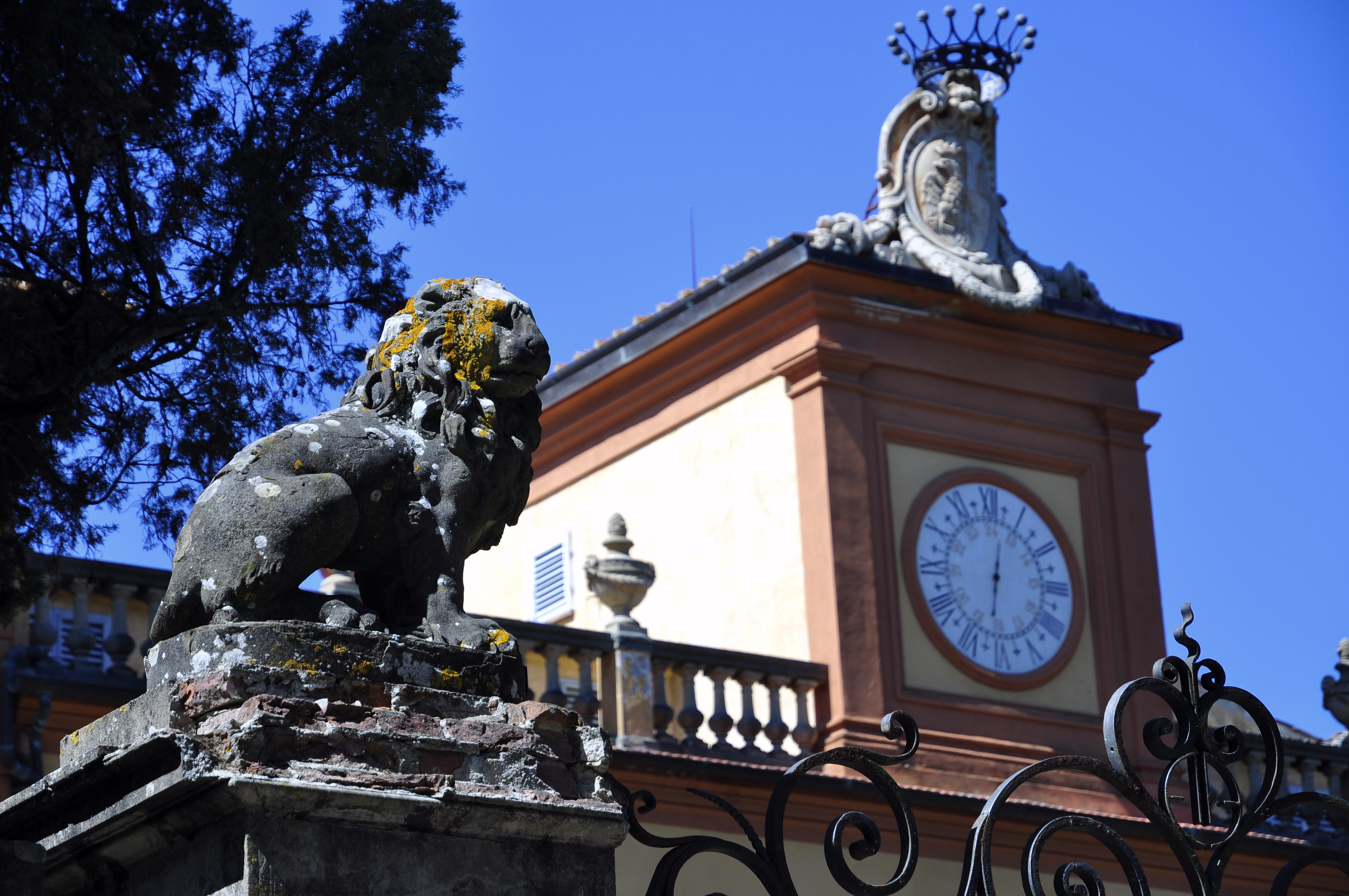
Dettaglio del cancello d'ingresso

La Villa di Mondeggi è immersa tra vigneti e oliveti nelle colline a sud di Firenze ed è impreziosita da un parco di 160 ha che si estende verso est, sud-est posto all'intersezione dei comuni di Bagno a Ripoli, Impruneta e Greve in Chianti. Dal 2014, la villa è occupata da un collettivo autorganizzato di cittadini, che rivendica la gestione collettiva delle terre, ispirandosi al concetto dei beni comuni.

## Storia
I primi documenti in riferimento alla villa ci sono pervenuti dai monaci vallombrosani e fanno presupporre che la sua edificazione sia databile nel XIV secolo. Prima proprietaria fu la famiglia fiorentina dei Bardi che nel 1427 vendette l'immobile alla famiglia Portinai, la quale nel 1488 lo donò allo Spedale di Santa Maria Nuova che a sua volta lo cedette nel 1506. Dai nuovi proprietari passò ai conti Della Gherardesca nel 1538. Nel 1610 fu dotata di un oratorio privato che tuttavia fu autorizzato alle funzioni di culto soltanto quarantacinque anni più tardi da Papa Alessandro VII. Nel 1704 venne invece eretto un oratorio pubblico nel quale, il primo ufficio si tenne nel 1711. Nel 1862 il conte Ugolino Della Gherardesca commissionò la ristrutturazione e l'ampliamento dell'edificio agli architetti Angelo Foggi e Vincenzo Buffi e la decorazione degli interni a Olimpio Bandinelli. Dopo altri lavori di minore importanza la famiglia Della Gherardesca vendette la villa nel 1938. Si susseguirono altri due possessori prima che nel 1964 la villa divenisse proprietà dell'amministrazione provinciale di Firenze. 

### Mondeggi Bene Comune
Fino agli anni 2000, la villa e i 200 ettari che la circondano sono stati gestiti da un'azienda agricola di proprietà della provincia di Firenze, Mondeggi-Lapeggi Srl. Nel 2009 la società è stata posta in amministrazione controllata, con un deficit di 600.000 euro. Nel 2012, la provincia ha annunciato che l'intera villa e i terreni agricoli saranno messi in vendita l'anno successivo.
Parallelamente, la crisi del debito italiano ha portato il governo di Mario Monti ad autorizzare la vendita di 320.000 ettari di terreni agricoli pubblici. Per contrastare questa misura, il movimento contadino Genuino Clandestino lancia la campagna Terra Bene Comune. Una delle proposte della campagna è quella di occupare le terre pubbliche abbandonate per sviluppare un'agricoltura contadina, agroecologica e autogestita. Nel 2013 il comitato fiorentino di Terra Bene Comune ha individuato nella villa di Mondeggi uno dei possibili luoghi in cui realizzare questo progetto. All'inizio di novembre 2013, nel corso di un incontro di Genuino Clandestino, è stata lanciata la campagna "Mondeggi Bene Bene Comune Fattoria Senza Padroni", che mira a recuperare l'intera azienda agricola e a convertirla all'agricoltura contadina. Pochi giorni dopo è stato creato il comitato "Verso Mondeggi Bene Comune - Fattoria senza Padroni", composto da residenti dei comuni limitrofi.
Nello stesso mese, il comitato ha svolto la sua prima azione. Le olive vengono raccolte dagli ulivi abbandonati e l'olio ottenuto viene distribuito gratuitamente. Nel gennaio 2014 è stata redatta una Carta dei principi e delle intenti. Gli occupanti dichiarano la loro intenzione di intraprendere un processo di conversione da bene pubblico abbandonato a bene comune.
Nella primavera 2014 è stato creato un giardino collettivo. Nel giugno 2014 si organizzano 3 giorni di festa. In questa occasione è stata aperta e occupata una delle sei case coloniche presenti sul territorio aziendale. Nel novembre 2014 inizia il progetto MoTA (Mondeggi Terreni Autogestiti), che ha l'obiettivo di assegnare particelle di ulive a coloro che desiderano prendersene cura.
All'inizio dell'anno 2014 sono state avviate discussioni con gli enti locali interessati, ma nel maggio 2014 la provincia e il comune di Bagno a Ripoli, nel cui territorio si trova la maggior parte della fattoria, hanno confermato la volontà di vendere l'azienda. Nell'ottobre 2014, l'asta è fallita per mancanza di acquirenti.
Nel 2017, i mobili e le attrezzature agricole della villa sono stati messi in vendita dalla Città Metropolitana di Firenze (erede della provincia), come preludio alla vendita della villa e del terreno in un unico lotto.
Sempre nel 2017, gli occupanti redigono una Dichiarazione d'Uso Civico, che funge da base per il dialogo con le amministrazioni (provincia e comune). Secondo l'interpretazione giuridica degli occupanti, questa dichiarazione li rende una "comunità", una personalità giuridica riconoscibile dalle autorità. Questa interpretazione si ispira all'esempio dell'ex-Asilo Filangieri di Napoli.
L'intera villa e il terreno sono stati messi in vendita nel 2019 ma non hanno trovato un acquirente. Nel 2019 Mondeggi è stato rimosso dall'elenco degli immobili in vendita della Città metropolitana. La metropoli si dichiara aperta alla discussione di opportunità diverse dalla vendita e attende l'elaborazione di una regolamentazione dei beni comuni da parte suo. 

#### Vicende giudiziarie
Diciassette occupanti furono denunciati, su iniziativa dell'allora custode di Mondeggi, per occupazione abusiva e furto di acqua ed elettricità, e ad essi venne avanzata da parte della Città Metropolitana una richiesta di risarcimento danni di 94.000 euro. 
Il processo, iniziato ad aprile 2018, si è concluso in primo grado l'8 novembre 2019 con l'assoluzione perché "il fatto non sussiste".

## Descrizione

### Parco
Il grande parco pertinente la villa è stato riqualificato nel 2011 per opera della Provincia di Firenze utilizzando fondi resi disponibili dalla Regione Toscana. Oltre al recupero della vegetazione sono stati individuati due percorsi tematici lungo i quali sono disposti dei punti informativi recanti nozioni sulla villa, sul parco e più in generale sul bosco e gli animali che lo popolano, e sono presenti aree di sosta attrezzate.